# شناوتسر منمنم
الشَّنَوْزَر المُنمم أو الأخطم القَزم أو كلب أخطم مُنمنم أو شناوتسر مُنمنم هو سلالة كلاب تنتمي إلى فئة الشَّنَوْزَر، التي نشأت في ألمانيا خلال منتصف القرن التاسع عشر. هو الفئة الأصغر بين الأصناف الثلاثة الأخرى للشناوتسر وهم الشَّنَوْزَر العملاق والشَّنَوْزَر العادي.

## التاريخ
ظهر الشَّنَوْزَر المُنمنم في نهاية عقد الثمانينات من القرن التاسع عشر في حظائر ألمانيا لمكافحة القوارض، أو لمرافقة الفرس والخيل، ليكون بمثابة جرس الإنذار والتأهب للعائلات. منذ بدايته، يساعده فراء اللحية والأرجل على تحمل لدغ القوارض، التي تعتقد أن فرائه هو الجلد ذاته. كما يُعتقد أيضًا أن لحاهم كانت تُعد درعًا يُساعد في صيد الفئران، فهو يحميه من الخدوش والعضات.

## الوصف
هو كلب صغير الحجم، يتميز بجسده القصير والقوي، رأسه ممدودة ويكسوه الشعر الكثيف، إضافة إلى كونه يمتلك حواجب كثة وكثيفة، ولحية بالية وآذنان صغيرة مرنة، وعيون ذات لون بني عميق وذيل قصير وشعر خشن في العادة يكون لونه أسود. كان في الأصل كلب راعي، ولكنه تحول الآن ليُصبح كلب بوليسي للدفاع والرفقة.

## التكيف
يتكيف الشَّنَوْزَر المُنمنم، بشكل جيد، على الحياة في الشقة، شريطة أن يتلقى التمشية مرة أو اثنين في اليوم. وتتميز هذه السلالة بالرأس الطويلة الممدودة التي تكسوها الشعر الكثيف والحواجب الكثة والكثيفة والآذنان الصغيرة والذيل القصير والشعر الخشن عادةً.
يتم تصنيف كلب الشَّنَوْزَر المُنمنم في فئة الكلاب المنزلية المثالية، التي تنضم إلى سلالة كلب الترير.